# Charqueadas
Charqueadas là một đô thị thuộc bang Rio Grande do Sul, Brasil. Đô thị này có diện tích 217 km², dân số năm 2007 là 33708 người, mật độ 155,3 người/km².